# Leo Tindemans
Leonard Clemence Tindemans (Zwijndrecht, Amberes, 16 de abril de 1922 - Edegem, Amberes, 26 de diciembre de 2014) fue un político belga, primer ministro demócrata-cristiano desde 1974 hasta 1978. Fue miembro del partido Cristiano Demócrata y Flamenco. Federalista reconocido por su informe de la unión política de Europa en 1975.

## Biografía
Nació en Zwijndrecht, provincia de Amberes, estudió ciencias políticas en la Universidad Católica de Lovaina. Fue alcalde de Edegem (1965-1976), diputado (1961-1989), Ministro flamenco de Asuntos de la Comunidad en 1970, y Ministro de la Agricultura y la clase obrera (1971-1973).
En 1974, la Cumbre de París encargó a Leo Tindemans, el recién nombrado primer ministro de Bélgica, para definir un diseño general de la Unión Europea. Leo Tindemans aclaró que la UE no es un fin en sí mismo sino un paso en el camino de la unificación. En diciembre de 1975, el informe Tindemans fue presentado al Consejo Europeo. Tindemans recomienda en su informe una unión monetaria, el fortalecimiento del poder parlamentario, una política común exterior y de seguridad y la creación de una agencia europea de armamento.
Dimitió como primer ministro en 1978, pero regresó al gobierno como Ministro de Asuntos Exteriores bajo el mandato de Wilfried Martens entre 1981 y 1989.
En 1976 fue elegido primer presidente del recién fundado Partido Popular Europeo (PPE), cargo que ostentó hasta 1985 y en el que tuvo la responsabilidad de guiar al partido durante sus primeros años y en las primeras elecciones directas del Parlamento Europeo celebradas en 1979.
De 1979 a 1981 y de 1989 hasta 1999 formó parte del Parlamento Europeo.
En honor a su rol, fue Presidente honorario del PPE y Premio Carlomagno en 1976.